# Fanny Meyer (Malerin)
Fanny Meyer (* 28. August 1842 in Bremen; † 23. Dezember 1909 ebenda) war eine deutsche Landschaftsmalerin.

## Leben

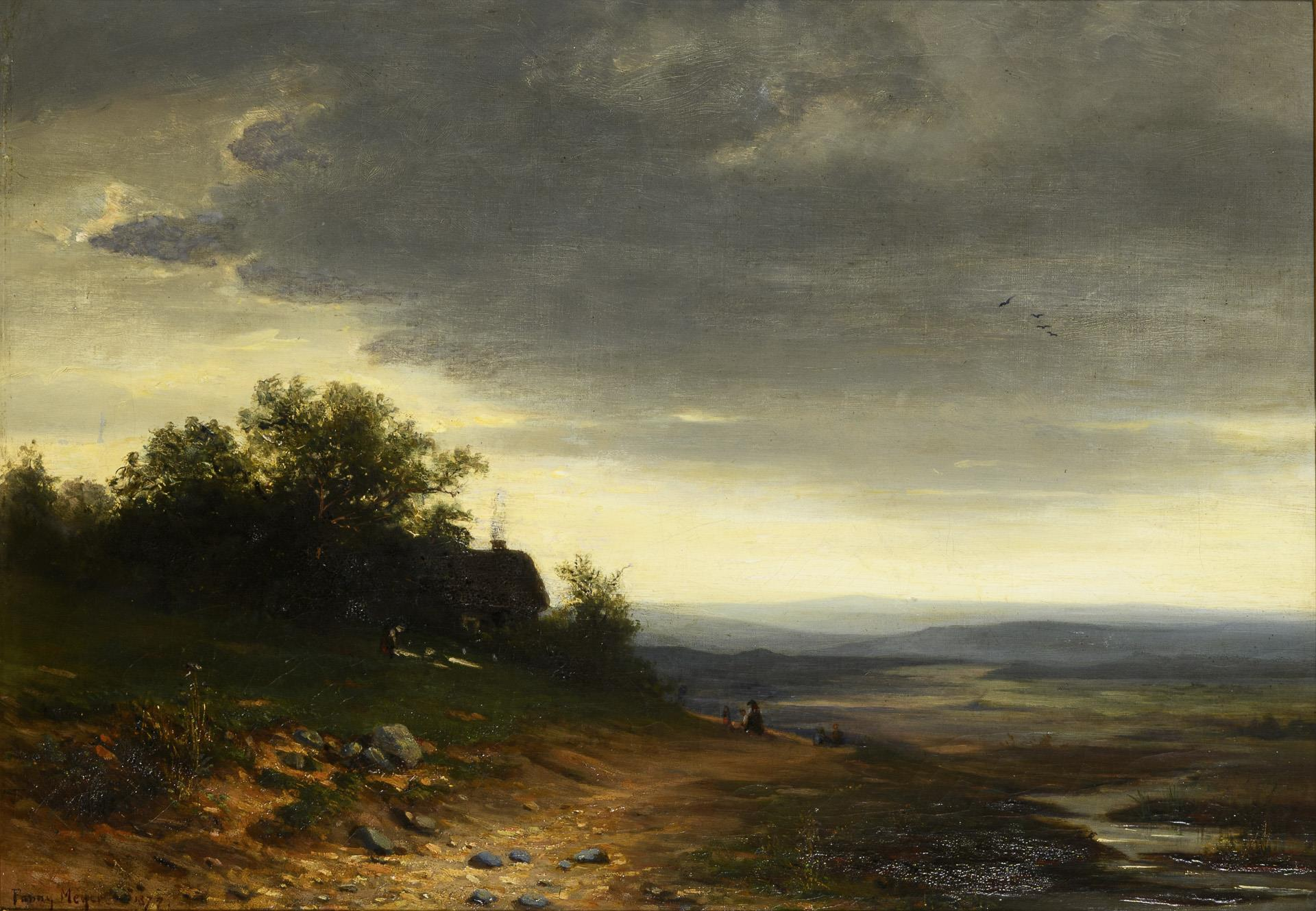
Fanny Meyer: Sommerabend im Salzkammergut, 1877

Ihre erste künstlerische Ausbildung erhielt Meyer bei dem Maler Christian Grabau in Bremen. 1869 ging sie zum Landschaftsmaler Hans Fredrik Gude, der an der Großherzoglich Badischen Kunstschule Karlsruhe lehrte. Mit Gude unternahm sie 1870 eine erste Studienreise, die sie ins Salzkammergut führte. Weitere Reisen unternahm sie ins bayerische Hochgebirge und nach Tirol. Auch hielt sie sich in München auf. Ab 1873 lebte sie wieder in Bremen, wo sie sich regelmäßig an den Kunstausstellungen des Kunstvereins beteiligte.

## Werke (Auswahl)
- Weiden am Teich, 1871[2]
- Chiemsee
- Tannenwald
- Alpensteig
- Gollinger Wasserfall
- Wildbach im Hochgebirge

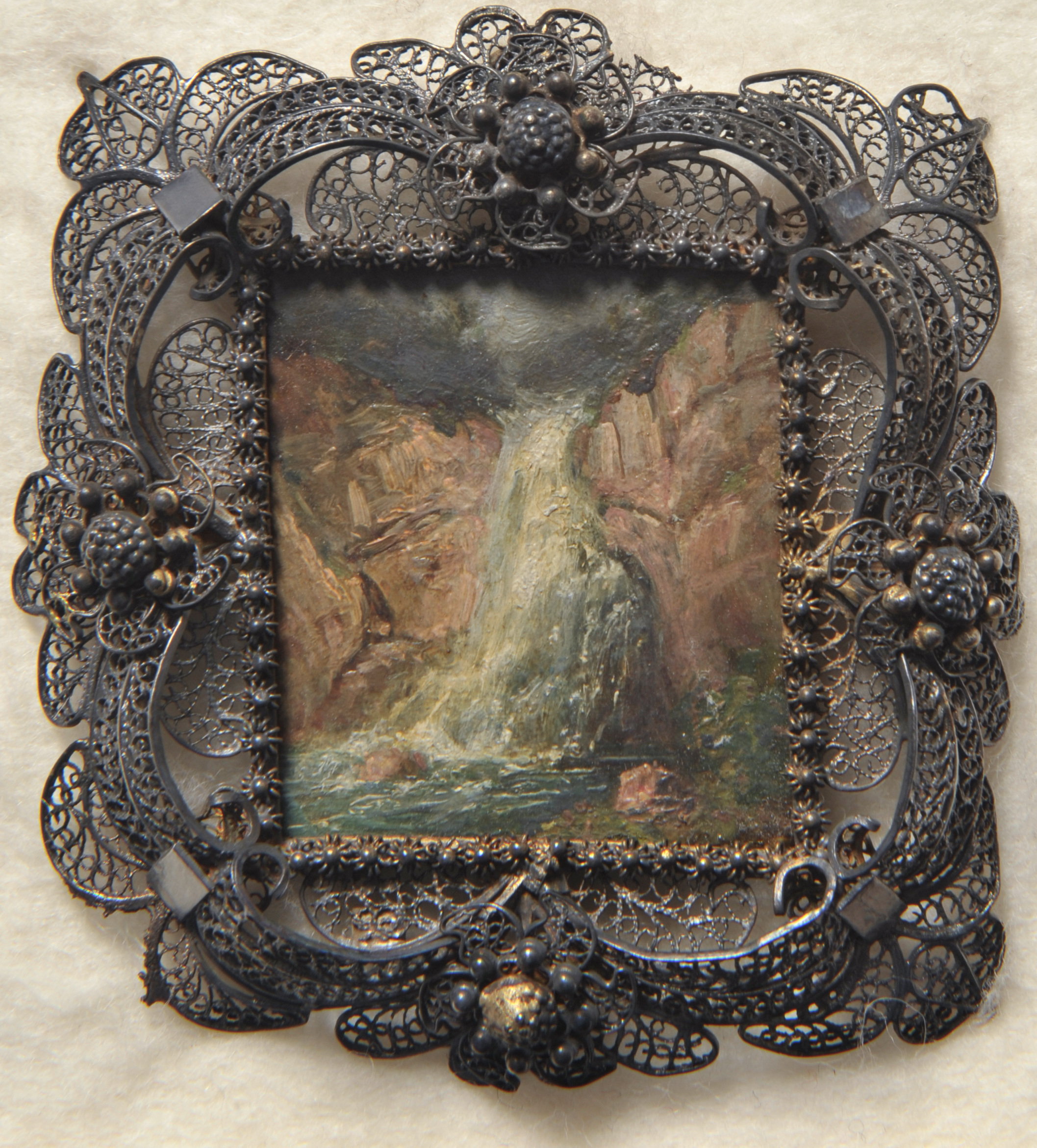
Wasserfall. Miniatur aus der Sammlung Loewe, 1884, Alte Nationalgalerie

- Tannenwand in Gewitterstimmung, 1879